# Guys
Guys – miasto w Stanach Zjednoczonych, w stanie Tennessee, w hrabstwie McNairy.